# بيرت كار
بيرت كار (بالإنجليزية: Bert Carr)‏ هو لاعب كرة قدم أمريكية أمريكي، ولد في 1870 في نيويورك في الولايات المتحدة، وتوفي في 13 أبريل 1930 في غراند رابيدز في الولايات المتحدة.